# American Horror Story: Double Feature
American Horror Story: Double Feature ist die zehnte Staffel der US-amerikanischen Horror-Fernsehserie American Horror Story, die auf einer Idee von Ryan Murphy und Brad Falchuk basiert. Die Erstausstrahlung fand vom 25. August bis zum 20. Oktober 2021 auf dem TV-Sender FX statt. Die deutschsprachige Erstausstrahlung lief vom 22. Oktober bis zum 31. Dezember 2021 auf ProSieben Fun. Die Staffel ist in zwei Hälften mit den Beititeln Red Tide für die ersten sechs Episoden und Death Valley für die restlichen vier Episoden geteilt.
Zu den wiederkehrenden Darstellern der vergangenen Staffeln zählen Frances Conroy, Leslie Grossman, Billie Lourd, Sarah Paulson, Evan Peters, Adina Porter, Lily Rabe, Angelica Ross, Finn Wittrock, Denis O’Hare und Cody Fern sowie die neuen Darsteller Macaulay Culkin, Neal McDonough, Kaia Gerber, Nico Greetham, Rachel Hilson und Rebecca Dayan.

## Besetzung
- Der Schauspieler war in dieser Rolle als Hauptdarsteller vertreten.
- Der Schauspieler war in dieser Rolle als Nebendarsteller vertreten.
- Der Schauspieler war in dieser Rolle als Gaststar vertreten.
- Der Schauspieler war in dieser Rolle nicht in der Episode vertreten.

### Teil 1:Red Tide

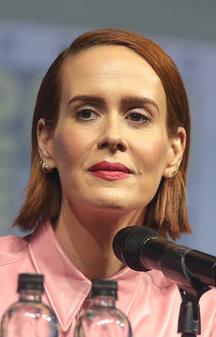
Sarah Paulson spielt Karen

| Schauspieler         | Rolle                         | Folgen | Folgen | Folgen | Folgen | Folgen | Folgen | Synchronsprecher     |
| Schauspieler         | Rolle                         | 1      | 2      | 3      | 4      | 5      | 6      | Synchronsprecher     |
| -------------------- | ----------------------------- | ------ | ------ | ------ | ------ | ------ | ------ | -------------------- |
| Sarah Paulson        | Tuberkulose Karen             |        |        |        |        |        |        | Ulrike Stürzbecher   |
| Evan Peters          | Austin Sommers                |        |        |        |        |        |        | Jan Rohrbach         |
| Lily Rabe            | Doris Gardner                 |        |        |        |        |        |        | Cathlen Gawlich      |
| Finn Wittrock        | Harry Gardner                 |        |        |        |        |        |        | Roman Wolko          |
| Frances Conroy       | Sarah Cunningham / Belle Noir |        |        |        |        |        |        | Katharina Lopinski   |
| Billie Lourd         | Leslie „Lark“ Feldman         |        |        |        |        |        |        | Lara Trautmann       |
| Leslie Grossman      | Ursula Caan                   |        |        |        |        |        |        | Bianca Krahl         |
| Adina Porter         | Chief Burleson                |        |        |        |        |        |        | Katrin Zimmermann    |
| Angelica Ross        | Die Chemikerin                |        |        |        |        |        |        | Anja Stadlober       |
| Macaulay Culkin      | Mickey                        |        |        |        |        |        |        | Tobias Nath          |
| Ryan Kiera Armstrong | Alma Gardner                  |        |        |        |        |        |        | Xara Eich            |
| Denis O’Hare         | Holden Vaughn                 |        |        |        |        |        |        | Axel Malzacher       |
| Robin Weigert        | Martha                        |        |        |        |        |        |        | Sabine Falkenberg    |
| Spencer Novich       | Pale Person (Vlad)            |        |        |        |        |        |        | Imme Aldag           |
| Jim Ortlieb          | Ray Cunningham                |        |        |        |        |        |        | Hanns-Jörg Krumpholz |
| David Huggard        | Crystal Decanter              |        |        |        |        |        |        | Daniel Zillmann      |
| Dot-Marie Jones      | Trooper Jan Remy              |        |        |        |        |        |        | Judith Steinhäuser   |

### Teil 2:Death Valley

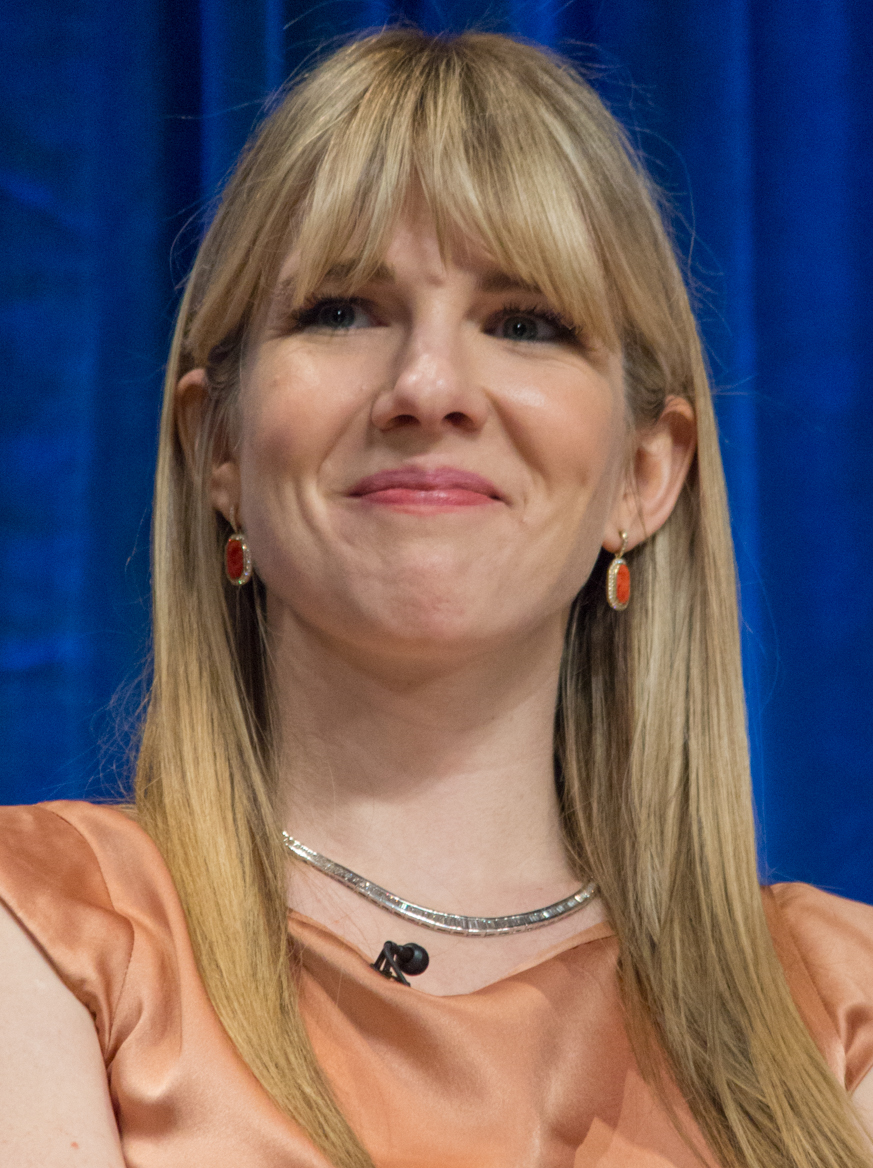
Lily Rabe ist Amelia Earhart

| Schauspieler        | Rolle                | Folgen | Folgen | Folgen | Folgen | Synchronsprecher     |
| Schauspieler        | Rolle                | 7      | 8      | 9      | 10     | Synchronsprecher     |
| ------------------- | -------------------- | ------ | ------ | ------ | ------ | -------------------- |
| Sarah Paulson       | Mamie Eisenhower     |        |        |        |        | Ulrike Stürzbecher   |
| Lily Rabe           | Amelia Earhart       |        |        |        |        | Cathlen Gawlich      |
| Leslie Grossman     | Calico               |        |        |        |        | Bianca Krahl         |
| Angelica Ross       | Theta                |        |        |        |        | Anja Stadlober       |
| Neal McDonough      | Dwight D. Eisenhower |        |        |        |        | Matthias Klie        |
| Kaia Gerber         | Kendall Carr         |        |        |        |        | Soraya Richter       |
| Nico Greetham       | Cal Cambon           |        |        |        |        | Ricardo Richter      |
| Isaac Cole Powell   | Troy Lord            |        |        |        |        | Tobias Diakow        |
| Rachel Hilson       | Jamie Howard         |        |        |        |        | Giovanna Winterfeldt |
| Rebecca Dayan       | Maria Wycoff         |        |        |        |        | Susanne Geier        |
| Christopher Stanley | Sherman Adams        |        |        |        |        | Florian Halm         |
| Craig Sheffer       | Richard Nixon        |        |        |        |        | Dirk Bublies         |
| Mike Vogel          | John F. Kennedy      |        |        |        |        | Sebastian Schulz     |
| Alisha Soper        | Marilyn Monroe       |        |        |        |        | Nora Jokhosha        |
| Len Cordova         | Steve Jobs           |        |        |        |        | Gregor Höppner       |
| Cody Fern           | Valiant Thor         |        |        |        |        | Jeremias Koschorz    |
| John Sanders        | Buzz Aldrin          |        |        |        |        | Christian Intorp     |
| Bryce Johnson       | Neil Armstrong       |        |        |        |        | Patrick Giese        |
| Karl Makinen        | Lyndon B. Johnson    |        |        |        |        | Hans Bayer           |
| Jeff Heapy          | Stanley Kubrick      |        |        |        |        |                      |
| Vince Foster        | Henry Kissinger      |        |        |        |        | Marko Bräutigam      |
| Matt Nolan          | Gordon Liddy         |        |        |        |        | Florens Schmidt      |

## Episoden
Die Erstausstrahlung der zehnten Staffel (American Horror Story: Double Feature) war vom 25. August bis zum 20. Oktober 2021 auf dem US-amerikanischen Kabelsender FX zu sehen. Die deutschsprachige Erstausstrahlung sendete der deutsche Pay-TV-Sender ProSieben Fun vom 22. Oktober bis zum 31. Dezember 2021.
| Nr. (ges.)           | Nr. (St.) | Deutscher Titel                              | Originaltitel          | Erstausstrahlung USA | Deutschsprachige Erstausstrahlung (D) | Regie                       | Drehbuch                                                | Zuschauer (USA) |
| -------------------- | --------- | -------------------------------------------- | ---------------------- | -------------------- | ------------------------------------- | --------------------------- | ------------------------------------------------------- | --------------- |
| Teil 1: Red Tide     |           |                                              |                        |                      |                                       |                             |                                                         |                 |
| 104                  | 1         | Kap der Angst                                | Cape Fear              | 25. Aug. 2021        | 22. Okt. 2021                         | John J. Gray                | Ryan Murphy & Brad Falchuk                              | 0,93 Mio.       |
| 105                  | 2         | DurstBleich 1                                | Pale                   | 25. Aug. 2021        | 29. Okt. 2021                         | Loni Peristere              | Brad Falchuk & Ryan Murphy                              | 0,58 Mio.       |
| 106                  | 3         | UnersättlichDurst 1                          | Thirst                 | 1. Sep. 2021         | 5. Nov. 2021                          | Loni Peristere              | Brad Falchuk                                            | 0,70 Mio.       |
| 107                  | 4         | Die ChemikerinBlut-Buffet 1                  | Blood Buffet           | 8. Sep. 2021         | 12. Nov. 2021                         | Axelle Carolyn              | Brad Falchuk                                            | 0,61 Mio.       |
| 108                  | 5         | ManipuliertGaslicht 1                        | Gaslight               | 15. Sep. 2021        | 19. Nov. 2021                         | John J. Gray                | Brad Falchuk & Manny Coto                               | 0,64 Mio.       |
| 109                  | 6         | Finale in L.A.Tödlicher Winter 1             | Winter Kills           | 22. Sep. 2021        | 26. Nov. 2021                         | John J. Gray                | Brad Falchuk & Manny Coto                               | 0,73 Mio.       |
| Teil 2: Death Valley |           |                                              |                        |                      |                                       |                             |                                                         |                 |
| 110                  | 7         | Amelia EarhartDie Verschwörung 1             | Take Me to Your Leader | 29. Sep. 2021        | 3. Dez. 2021                          | Max Winkler                 | Brad Falchuk, Kristen Reidel & Manny Coto               | 0,69 Mio.       |
| 111                  | 8         | In uns drinIm Inneren 1                      | Inside                 | 6. Okt. 2021         | 10. Dez. 2021                         | Tessa Blake                 | Manny Coto, Kristen Reidel & Brad Falchuk               | 0,48 Mio.       |
| 112                  | 9         | Die EntbindungBlauer Mond 1                  | Blue Moon              | 13. Okt. 2021        | 24. Dez. 2021                         | Laura Belsey & John J. Gray | Kristen Reidel, Manny Coto & Reilly Smith               | 0,58 Mio.       |
| 113                  | 10        | Ein neues ZeitalterDie Zukunft ist perfekt 1 | The Future Perfect     | 20. Okt. 2021        | 31. Dez. 2021                         | Axelle Carolyn              | Brad Falchuk, Manny Coto, Kristen Reidel & Reilly Smith | 0,58 Mio.       |